# 10649 VOC
10649 VOC là một tiểu hành tinh vành đai chính với chu kỳ quỹ đạo là 1723.0155778 ngày (4.72 năm).
Nó được phát hiện ngày 24 tháng 9 năm 1960.